# Novena de Aguinaldos
La Novena de Aguinaldos, poznata i kao Božićna devetnica (špa. Novena de Navidad) i Devetnica Djeteta Isusa (La Novena del Niño Dios) je katolička pučka pobožnost raširena u Ekvadoru, Kolumbiji i Venezueli, devetnica koja se moli između 16. i 24. prosinca. Povezana je s meksičkom i srednjoameričkom pobožnosti Las Posadas.
Sastavio ju je ekvadorski franjevac Fernando de Jesús Larrea Clemenciji Gertrudis de Jesús Caycedo Vélez Ladrón, osnivačici katoličke škole u Bogoti (Colegio de La Enseñanza). Tekst devetnice dopunila je u 19. st. časna sestra Družbe Kćeri Blažene Djevice Marije Marija Ignacija (rodnim imenom Bertilda Samper Acosta).
Devetnica se sastoji od:
- uvodne molitve,
- dnevnih razmatranja,
- molitve Blaženoj Djevici Mariji,
- molitve sv. Josipu te
- molitvenih zaziva Djeteta Isusa.[2]